# East Harptree
East Harptree är en ort och civil parish i Storbritannien.   Den ligger i kommunen Bath and North East Somerset och riksdelen England, i den södra delen av landet, 170 km väster om huvudstaden London. East Harptree ligger 107 meter över havet och antalet invånare är 644.
Terrängen runt East Harptree är platt åt nordost, men åt sydväst är den kuperad. Runt East Harptree är det ganska tätbefolkat, med 144 invånare per kvadratkilometer. Närmaste större samhälle är Bristol, 17,2 km norr om East Harptree. Trakten runt East Harptree består i huvudsak av gräsmarker.